# Pénitencier d'État de l'État de Washington
Washington State Penitentiary
Le pénitencier d'État de l'État de Washington (en anglais : Washington State Penitentiary) est une prison située dans la ville de Walla Walla dans l'État de Washington aux États-Unis.
Avec une capacité de 2 200 places, c'est la 2e plus grande prison de l'État après celle de Coyote Ridge Corrections Center.
Elle a ouvert en 1886. Dans cette prison ont lieu les exécutions à la peine de mort, par injection létale ou par pendaison.

## Personnes incarcérées notables
- Kenneth Bianchi, « l'étrangleur des collines » ;
- David Lewis Rice, meurtrier de masse condamné ;
- Terapon "Lee" Adhahn, violeur en série reconnu coupable contre plusieurs enfants et violeur et meurtrier d'un enfant à Tacoma, dans l'État de Washington ;
- Gérald Friend , violeur en série ;
- Colton Harris-Moore, célèbre voleur, connu sous le nom de « bandit aux pieds nus », responsable de plus de 100 vols qualifiés ;
- Robert Lee Yates, tueur en série de Spokane ;
- Lyle Beerbohm, artiste américain en arts martiaux mixtes ayant passé plus d'un an à Walla Walla pour des crimes liés à la drogue ;
- Billy Gohl, employé du syndicat qui a assassiné de nombreux marins, Aberdeen ;
- Dr. Linda Hazzard, un médecin connu pour avoir assassiné des patients grâce à ses méthodes de désintoxication, Olalla, Washington ;
- Kevin Coe, le violeur reconnu par Spokane, est souvent qualifié dans les médias de « violeur de South Hill » ;
- Gary Ridgway, un tueur en série reconnu coupable dans le sud du comté de King, a été qualifié dans les médias de « tueur de la Green River » ;
- Jack Owen Spillman, tueur en série de Spokane, connu sous le nom de « boucher loup-garou ».

## Détenus exécutés
- Westley Allan Dodd, pédophile et assassin d'enfants, a été pendu le 5 janvier 1993.